# Llista de topònims de Finestret
Llista de topònims (noms propis de lloc) de Finestret (Conflent).
Informació actualitzada per un bot. Els canvis manuals es perdran quan s'actualitzi!

## collada
| imatge | Nom                | Ubicat a                     | instància de | Detalls | coordenades                                                     | Protecció | Commons (més fotos) | Dades a WD                    |
| ------ | ------------------ | ---------------------------- | ------------ | ------- | --------------------------------------------------------------- | --------- | ------------------- | ----------------------------- |
|        | Coll d'Albadera    | Finestret                    | collada      |         | 42° 35′ 56″ N, 2° 31′ 22″ E / 42.598936°N,2.522881°E 867 msnm   |           |                     | Modifica les dades a Wikidata |
|        | Coll de Sant Feliu | Espirà de Conflent Finestret | collada      |         | 42° 36′ 53″ N, 2° 30′ 19″ E / 42.614756°N,2.505261°E 397.9 msnm |           |                     | Modifica les dades a Wikidata |

## muntanya
| imatge | Nom                | Ubicat a                     | instància de | Detalls | coordenades                                                                  | Protecció | Commons (més fotos) | Dades a WD                    |
| ------ | ------------------ | ---------------------------- | ------------ | ------- | ---------------------------------------------------------------------------- | --------- | ------------------- | ----------------------------- |
|        | Puig de Marbet     | Espirà de Conflent Finestret | muntanya     |         | 42° 36′ 01″ N, 2° 30′ 23″ E / 42.600355555556°N,2.5062583333333°E 723.9 msnm |           |                     | Modifica les dades a Wikidata |
|        | Puig de les Feixes | Finestret Jóc                | muntanya     |         | 42° 35′ 59″ N, 2° 31′ 35″ E / 42.599641666667°N,2.5262833333333°E            |           |                     | Modifica les dades a Wikidata |

## Misc
| imatge | Nom                          | Ubicat a  | instància de                          | Detalls | coordenades                                                                                          | Protecció | Commons (més fotos)                | Dades a WD                    |
| ------ | ---------------------------- | --------- | ------------------------------------- | ------- | --- | --------- | ---------------------------------- | ----------------------------- |
|        | Santa Coloma de Finestret    | Finestret | església                              |         | 42° 36′ 56″ N, 2° 30′ 42″ E / 42.615677°N,2.511666°E 312 msnm                                        |           | Église Sainte-Colombe de Finestret | Modifica les dades a Wikidata |
|        | Seïllà                       | Finestret | poble                                 |         | 42° 35′ 23″ N, 2° 31′ 07″ E / 42.58972222°N,2.51866944°E Conflent 698.4 msnm                         |           |                                    | Modifica les dades a Wikidata |
|        | casa de la vila de Finestret | Finestret | instal·lació Ús: seu del govern local |         | 42° 37′ 01″ N, 2° 30′ 35″ E / 42.6168778742886°N,2.50973842875266°E fr:PL DEL FIRAL, 66320 FINESTRET |           |                                    | Modifica les dades a Wikidata |
|        | cementiri de Finestret       | Finestret | cementiri                             |         | 42° 37′ 02″ N, 2° 30′ 46″ E / 42.6173°N,2.5129°E                                                     |           |                                    | Modifica les dades a Wikidata |
|        | maison Morer                 | Finestret | casa                                  | 1628    | |           |                                    | Modifica les dades a Wikidata |